# Johann Joachim Wachsmann
Johann Joachim Wachsmann (* 1. Februar 1787 in Uthmöden bei Calvörde; † 25. Juli 1853 in Barby) war ein deutscher Chordirigent und Komponist.

## Leben
Johann Joachim Peter Wachsmann war der Sohn des gleichnamigen Schulmeisters, Küsters und Kantors in Uthmöden und seiner Frau Catharina Elisabeth geb. Paarmann aus Satuelle. Er besuchte von 1800 bis 1803 die Schule in Neuhaldensleben, 1803–1806 das Gymnasium in Salzwedel und 1806–1810 das mit dem Magdeburger Domgymnasium verbundene Lehrerseminar. An allen Schulen gehörte er dem Chor an, in Magdeburg war er Präfekt des Domchores. Anschließend wurde er von Carl Friedrich Zelter in Berlin unterrichtet.
Unter den sieben Schülern Zelters befanden sich neben Wachsmann unter anderem Johann Gottfried Hientzsch (Breslau), August Wilhelm Bach (Berlin) und August Eduard Grell (Berlin).
Im Jahre 1816 erhielt er die „Concession zur Anlegung einer Singschule“, wurde 1817 zum Gesangslehrer am Lehrerseminar und 1818 zum Chor- und Musikdirektor am Dom und Gesangslehrer am Domgymnasium ernannt.
Seine erste Aufgabe war die Neugründung des Domchores am 1. Januar 1819. In den Jahren 1821 und 1822 war er Mitveranstalter und -organisator der Musikfeste in Magdeburg.
Nach der Neuorganisation des Domseminars zum selbständigen Lehrerseminar 1823 blieb Wachsmann als Lehrer für Vokalmusik angestellt. Seine Gesangschüler waren u. a. Louise Kayser, Solistin der Musikfeste Magdeburg 1821 und 1822 sowie Quedlinburg 1824, und der Stimmbildner und Musikforscher Gustav Wilhelm Teschner. Auch der spätere Maschinenbaufabrikant Rudolf Wolf wurde von ihm unterrichtet. Wachsmann lebte in einer Wohnung, die sich zum Teil im Keller und zum Teil unterhalb der Klassenräume des Domgymnasiums befand, in der heutigen Straße Am Dom.
Wachsmann war 1825 maßgeblich an der Vorbereitung und Durchführung des ersten Elbmusikfestes in Magdeburg beteiligt. Den von ihm 1838 mitbegründeten Lehrergesangverein leitete er bis 1848.
1847 gehörte Wachsmann der Magdeburger Delegation auf der ersten Versammlung deutscher Tonkünstler und Musikfreunde in Leipzig an.
Aus Krankheitsgründen musste er kurz vor seinem Tode um die Versetzung in den Ruhestand nachsuchen.
Die Allgemeine Musikalische Zeitung schrieb 1837: „Er ist ein denkender, gebildeter Musiker, dem Magdeburg den ersten Aufschwung in der Musik verdankt.“

## Werke
Wachsmann komponierte Lieder, geistliche und weltliche Gesänge, Chormotetten für gemischten und Männerchor und gab Choralsammlungen, Schulliederbücher, Lehrbücher und Liedsammlungen für den Gesangsunterricht, Fibeln und Schulliederbücher heraus.
Bis in die Gegenwart bekannt ist sein Kanon „Wachet auf, wachet auf, es krähte der Hahn“.